# Jang Jung
Jang Jung (장정?, 張政?; 5 maggio 1964) è un allenatore di calcio ed ex calciatore sudcoreano, di ruolo difensore.

## Palmarès

### Allenatore

#### Competizioni nazionali
- Singapore Premier League: 1

Geylang United: 2002